# روري ماكلروي

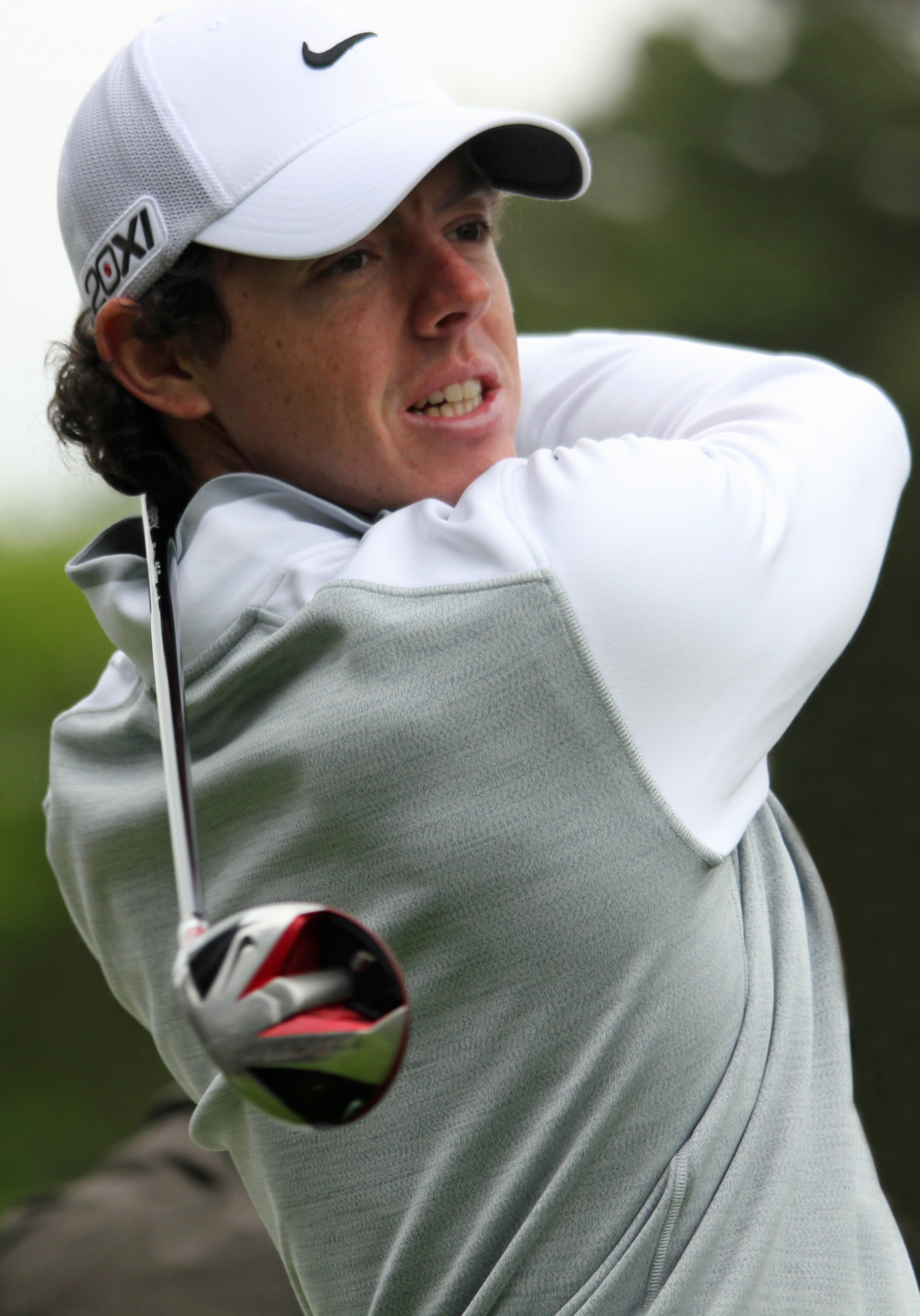
روري ماكلروي.

روري ماكلروي (بالإنجليزية: Rory McIlroy) لاعب جولف محترف إيرلندي شمالي ولد في 4 مايو 1989 في هوليوود، مقاطعة داون، أيرلندا الشمالية بدا مسيرته المهنية عام 2007 .

## روابط خارجية
- روري ماكلروي على موقع رابطة لاعبي الغولف المحترفين (الإنجليزية)
- روري ماكلروي على موقع رابطة أوروبا للاعبي الغولف المحترفين (الإنجليزية)
- روري ماكلروي على موقع رابطة اليابان للاعبي الغولف المحترفين (الإنجليزية)
- روري ماكلروي على موقع التصنيف العالمي الرسمي للغولف (الإنجليزية)
- روري ماكلروي على موقع اللجنة الأولمبية الدولية (الإنجليزية)
- روري ماكلروي على موقع أوليمبيديا (الإنجليزية)
- روري ماكلروي على موقع اللجنة الأولمبية الأيرلندية (الإنجليزية)

- الموقع الرسمي